# 热里科 (巴西)
热里科（葡萄牙語：Jericó）是巴西帕拉伊巴州的一个市镇。总面积179.311平方公里，总人口7539人，人口密度42人/平方公里。